# Rıdvan Dilmen
Rıdvan Dilmen (født 14. august 1962 i Aydın) er en tyrkisk fodboldspiller, som spillede i den tyrkiske superliga. 
Dilmen havde debut hos Nazilli Sümerspor i 1977. Han skiftede til Muğlaspor i 1979 og blev kendt for sin målfarlighed i Boluspor mellem 1980-1983. Han skrev kontrakt med Fenerbahçe i 1987, efter at have spillet for Sarıyer mellem 1983 og 1987 og blev her et symbol for Fenerbahçe og tyrkisk fodbold. Han spillede også for det tyrkiske fodboldlandshold.